# مونتین (موسیقی‌دان)
مونتین (به انگلیسی: Montaigne) با نام اصلی جسیکا آلیسا سرو (به انگلیسی: Jessica Alyssa Cerro) (زاده ۱۴ اوت ۱۹۹۵) خواننده استرالیایی است.
او نماینده استرالیا در یوروویژن ۲۰۲۱ است.